# Roemenië op de Olympische Zomerspelen 1960
Roemenië nam deel aan de Olympische Zomerspelen 1960 in Rome, Italië. Voor de tweede keer op rij wist het ten minste drie keer goud te winnen.

## Medailleoverzicht
| Sport       | Olympiër | Onderdeel                | Medaille |
| ----------- | --- | ------------------------ | -------- |
| Atletiek    | Iolanda Balaș | hoogspringen (v)         | Goud     |
| Schietsport | Ion Dumitrescu | trap (m)                 | Goud     |
| Worstelen   | Dumitru Pirvulescu | -52kg Grieks-Romeins (m) | Goud     |
| Worstelen   | Ion Cernea | -57kg Grieks-Romeins (m) | Zilver   |
| Atletiek    | Lia Manoliu | discuswerpen (v)         | Brons    |
| Boksen      | Ion Monea | -75kg (m)                | Brons    |
| Kanovaren   | Leon Rotman | C-1 1000m (m)            | Brons    |
| Schermen    | Maria Vicol | floret (v)               | Brons    |
| Turnen      | Elena Leusteanu-Popescu-Teodorescu Sonia Iovan-Inovan Atanasia Ionescu-Albu Uta Poreceanu-Schland Emilia Vatasoiu-Lita Elena Margarit-Niculescu | meerkamp team (v)        | Brons    |
| Worstelen   | Ion Taranu | -79kg Grieks-Romeins (m) | Brons    |

## Deelnemers en resultaten

### Atletiek
| Olympiër            | Discipline            | Resultaat | Prestatie                                            |
| ------------------- | --------------------- | --------- | ---------------------------------------------------- |
| Andrei Barabaș      | 1500m (m)             | 26e       | serie 2: 9de in 3.47,71                              |
| Zoltan Vamoș        | 1500m (m)             | 5e        | halve finale 3: 3de in 3.45,07 finale: 5de in 3.40,8 |
| Andrei Barabaș      | 5000m (m)             | 41e       | serie 4: 9de in 15.11,2                              |
| Constantin Grecescu | 10000m (m)            | 20e       | 30.03,00                                             |
| Constantin Grecescu | marathon (m)          | DNS       | niet gestart                                         |
| Eugen Filipescu     | 20km snelwandelen (m) | DNS       | niet gestart                                         |
| Stefan Badulescu    | 50km snelwandelen (m) | DNS       | niet gestart                                         |
| Cornel Porumb       | hoogspringen (m)      | 11e       | kwalificatie: 4de met 2,00m finale: 11de met 2,03m   |
| Alexandru Bizim     | speerwerpen (m)       | 22e       | kwalificatie groep A: 11de met 68,92m                |
|                     |                       |           |                                                      |
| Maria Ionescu       | 200m (v)              | DNS       | serie 1: niet gestart                                |
| Florica Grecescu    | 800m (v)              | 12e       | serie 2: 3de in 2.10,10                              |
| Iolanda Balaș       | hoogspringen (v)      | Goud      | kwalificatie: 1ste met 1,65m finale: 1ste met 1,85m  |
| Melania Marinescu   | kogelstoten (v)       | DNS       | kwalificatie: niet gestart                           |
| Lia Manoliu         | discuswerpen (v)      | Brons     | kwalificatie: 9de met 48,57m finale: 3de met 52,36m  |
| Maria Diţi          | speerwerpen (v)       | 10e       | kwalificatie: 7de met 49,80m finale: 10de met 49,56m |

### Boksen
| Olympiër             | Discipline | Resultaat | Prestatie |
| -------------------- | ---------- | --------- | --- |
| Mircea Dobrescu      | -51kg (m)  | 5e        | 1ste ronde: vrij 2de ronde: W van BRA Martins: 5-0 3de ronde: W van SUI Chervet: knock-out kwartfinale: V van JPN Tanabe: 1-4              |
| Nicolae Puiu         | -54kg (m)  | 9e        | 1ste ronde: vrij 2de ronde: W van TUN Ben Hassan: 4-1 3de ronde: V van AUS Taylor: 2-3                                                     |
| Constantin Gheorghiu | -57kg (m)  | 5e        | 1ste ronde: W van GHA Williams: 4-1 2de ronde: W van EUA Kirsch: walk-over kwartfinale: V van RSA Meyers: 0-5                              |
| Iosif Mihalic        | -60kg (m)  | 9e        | 1ste ronde: vrij 2de ronde: W van FIN Järvenpää: 3-2 3de ronde: V van URS Barannikov: 0-5                                                  |
| Vasile Neagu         | -67kg (m)  | 9e        | 1ste ronde: vrij 2de ronde: W van NGR Moseley: 5-0 3de ronde: V van GBR Lloyd: knock-out                                                   |
| Nicolae Stoenescu    | -71kg (m)  | 9e        | 1ste ronde: vrij 2de ronde: V van FRA Diallo: 2-3                                                                                          |
| Ion Monea            | -75kg (m)  | Brons     | 1ste ronde: vrij 2de ronde: W van BUL Paparizov: 5-0 kwartfinale: W van SUI Büchi: knock-out halve finale: V van USA Crook, Jr.: knock-out |
| Gheorghe Negrea      | -81kg (m)  | 5e        | 1ste ronde: vrij 2de ronde: W van UGA Oywello: 5-0 kwartfinale: V van AUS Madigan: knock-out                                               |
| Vasile Mariuțan      | +81kg (m)  | 5e        | 1ste ronde: vrij 2de ronde: W van FRA Syoz: 5-0 kwartfinale: V van EUA Siegmund: 0-5                                                       |

### Gewichtheffen
| Olympiër     | Discipline | Resultaat | Prestatie                                                                              |
| ------------ | ---------- | --------- | -------------------------------------------------------------------------------------- |
| Balaș Fitzi  | -56kg (m)  | 12e       | drukken: 8ste met 92,5kg trekken: 15de met 85kg stoten: 10de met 122,5kg totaal: 300kg |
| Lazăr Baroga | -90kg (m)  | 12e       | drukken: 9de met 130kg trekken: 10de met 120kg stoten: niet gestart                    |

### Kanovaren
| Olympiër                                                     | Discipline     | Resultaat | Prestatie                                                                                                   |
| ------------------------------------------------------------ | -------------- | --------- | --- |
| Leon Rotman                                                  | C-1 1000m (m)  | Brons     | serie 2: 4de in 4.39,36 herkansingen: 2de in 5.03,98 halve finale 2: 2de in 4.43,66 finale: 3de in 4.35,87  |
| Igor Lipalit Alexe Dumitru                                   | C-2 1000m (m)  | 4e        | serie 1: 3de in 4.31,33 finale: 4de in 4.22,36                                                              |
| Igor Lipalit                                                 | K-1 1000m (m)  | DNS       | serie 2: niet gestart                                                                                       |
| Mircea Anastasescu Aurel Vernescu Ion Sideri Stavru Teodorov | K-1 4x500m (m) | 6e        | serie 3: 3de in 7.59,81 herkansingen: 1ste in 7.58,61 halve finale 3: 2de in 7.58,21 finale: 6de in 7.53,00 |
| Vasilie Nicoarǎ Mercurie Ivanov                              | K-2 1000m (m)  | 12e       | serie 1: 6de in 3.49,00 herkansingen: 2de in 3.50,84 halve finale 1: 5de in 3.53,80                         |
|                                                              |                |           | |
| E. Dumitrasku                                                | K-1 500m (m)   | DNS       | serie 2: niet gestart                                                                                       |
| Maria Szkeli Elena Lipalit                                   | K-2 500m (m)   | 6e        | serie 2: 4de in 2.04,32 herkansingen: 3de in 2.10,17 finale: 6de in 2.01,68                                 |

### Paardensport
| Olympiër                                                   | Discipline  | Resultaat | Prestatie |
| Eventing                                                   | Eventing    | Eventing  | Eventing |
| ---------------------------------------------------------- | ----------- | --------- | --- |
| Andrei Cadar                                               | individueel | DNF       | dressuur: 64ste met 173,01 strafpunten cross-country: niet gefinisht                                                                                     |
| Wilhelm Fleischer                                          | individueel | 33e       | dressuur: 59ste met 153,51 strafpunten cross-country: 39ste met 275,20 strafpunten springconcours: 13de met 10 strafpunten totaal: 438,71 strafpunten    |
| Grigore Lupancu                                            | individueel | DNF       | dressuur: 47ste met 139,00 strafpunten cross-country: niet gefinisht                                                                                     |
| Oscar Recer                                                | individueel | 34e       | dressuur: 70ste met 182,50 strafpunten cross-country: 40ste met 314,80 strafpunten springconcours: 18de met 12,25 strafpunten totaal: 509,55 strafpunten |
| Andrei Cadar Wilhelm Fleischer Grigore Lupancu Oscar Recer | team        | DNF       | dressuur: 17de met 465,52 strafpunten cross-country: niet gefinisht                                                                                      |
| Springconcours                                             |             |           | |
| Virgil Bărbuceanu                                          | individueel | 33e       | 1ste ronde: 42ste met 43,75 strafpunten 2de ronde: 25ste met 27,50 strafpunten totaal: 71,25 strafpunten                                                 |
| Gheorghe Langa                                             | individueel | DNF       | 1ste ronde: niet gefinisht |
| Vasile Pinciu                                              | individueel | 32e       | 1ste ronde: 38ste met 37,00 strafpunten 2de ronde: 26ste met 28,00 strafpunten totaal: 65,00 strafpunten                                                 |
| Virgil Bărbuceanu Gheorghe Langa Vasile Pinciu             | team        | 6e        | 1ste ronde: 7de met 82,75 strafpunten 2de ronde: 8ste met 92,25 strafpunten totaal: 175,00 strafpunten                                                   |

### Roeien
| Olympiër                                                                 | Discipline      | Resultaat | Prestatie                                                                           |
| ------------------------------------------------------------------------ | --------------- | --------- | ----------------------------------------------------------------------------------- |
| Ştefan Kurecska Gheorghe Riffelt                                         | twee-zonder (m) | 18e       | serie 2: 4de in 7.35,77 herkansingen: 4de in 7.59,67                                |
| Ştefan Kurecska Gheorghe Riffelt Mircea Roger                            | twee-met (m)    | 6e        | serie 2: 1ste in 7.43,38 finale: 6de in 7.49,57                                     |
| Martin Bielz Ionel Petrov Ștefan Pongratz Iosif Varga                    | vier-zonder (m) | 10e       | serie 2: 2de in 6.43,45 herkansingen: 2de in 6.47,04                                |
| Martin Bielz Petre Milincovici Ionel Petrov Ștefan Pongratz Mircea Roger | vier-met (m)    | 9e        | serie 1: 3de in 6.47,71 herkansingen: 2de in 6.55,63 halve finale 2: 5de in 7.10,58 |

### Schermen
| Olympiër                                                                                 | Discipline      | Resultaat | Prestatie |
| ---------------------------------------------------------------------------------------- | --------------- | --------- | --- |
| Adalbert Gurath, Jr.                                                                     | degen (m)       | 20e       | 1ste ronde groep 10: 1ste W van LUX Gutenkauf: 5-3 V van POR Albuquerque: 5-3 W van TUN Brami: 5-1 V van POL Glos: 2-5 W van JPN Ozawa: 5-2 W van USA Margolis: 5-1 2de ronde groep 6: 2de V van GBR Hoskyns: 0-5 W van FRA Mouyal: 5-2 W van SUI Amez-Droz: 6-5 W van LIB Osman: 4-5 W van ROU Kurczab: 5-0 kwartfinale 4: 5de V van FRA Mouyal: 3-5 V van BEL Achten: 3-5 V van URS Chernushevich: 5-6 W van HUN Sákovics: 5-4 W van GER Fänger: 5-3 |
| Attila Csipler                                                                           | floret (m)      | 30e       | 1ste ronde groep 7: 2de W van URS Zhdanovich: 5-4 W van ESP González: 5-1 W van BEL Debeur: 5-3 W van NZL Pickworth: 5-4 V van URU Paladino: 4-5 2de ronde groep 6: 5de V van HUN Kamuti: 3-5 V van FRA Closset: 0-5 V van GBR Jay: 4-5 W van USA Glazer: 5-4 W van JPN Funamizu: 5-2 |
| Ion Drîmbă                                                                               | floret (m)      | 32e       | 1ste ronde groep 12: 2de W van CAN Schwende: 5-4 W van IRL Hamilton: 5-1 W van COL Echeverri: 5-0 W van MAR Ben Joullon: 5-2 V van BEL Verhalle: 4-5 2de ronde groep 2: 6de V van URS Sisikin: 1-5 V van GBR Cooperman: 3-5 V van POL Woyda: 4-5 V van GER Brecht: 1-5 |
| Tănase Mureșanu                                                                          | floret (m)      | 16e       | 1ste ronde groep 3: 3de V van GBR Jay: 2-5 W van SUI Cerottini: 5-0 W van BUL Stevrev: 5-2 V van BEL Delhem: 0-5 V van NOR Klette: 4-5 2de ronde groep 4: 4de V van FRA d'Oriola: 4-5 V van ITA Pellegrino: 0-5 W van ROU Parulski: 5-3 W van SUI Cerottini: 5-3 W van ESP González: 5-2 kwartfinale 4: 4de V van USA Axelrod: 4-5 V van HUN Fülöp: 3-5 W van GER Mehl: 5-3 W van FRA Magnan: 5-2 W van GBR Jay: 5-3 |
| Iosif Szilaghi Sorin Poenaru Attila Csipler Tănase Mureșanu Ion Drîmbă Alexandru Istrate | floret team (m) | 9e        | 1ste ronde groep 3: 2de V van Italië: 2-9 2de ronde: V van Duitsland: 2-9 |
| Emeric Arus                                                                              | sabel (m)       | 33e       | 1ste ronde groep 9: 3de V van HUN Gerevich: 4-5 V van USA Dasaro: 4-5 W van BEL Balister: 5-2 W van ISR Ron: 5-3 W van MAR Ben Joullon: 5-1 2de ronde groep 3: 6de V van URS Rylsky: 2-5 V van POL Zabłocki: 3-5 V van GER Köstner: 4-5 W van BUL Dyakovski: 5-4 V van AUT Resch: 1-5 |
| Dumitru Mustață                                                                          | sabel (m)       | 34e       | 1ste ronde groep 8: 2de W van ITA Ferrari: 5-3 W van GBR Cooperman: 5-3 W van TUN Barouch: 5-2 W van COL Echeverri: 5-1 V van USA Morales: 2-5 2de ronde groep 4: 6de V van FRA Lefèvre: 1-5 V van GER Theuerkauff: 2-5 W van URS Asatiani: 5-3 V van YUG Vasin: 3-5 V van POL Pawłowskii: 3-5 |
| Ladislau Rohony                                                                          | sabel (m)       | 11e       | 1ste ronde groep 5: 2de W van URS Rylsky: 5-2 W van ARG Larrea: 5-1 W van MEX Fajardo: 5-0 W van COL Duque: 5-1 V van GBR Leckie: 4-5 2de ronde groep 1: 4de V van FRA Arabo: 1-5 V van HUN Horváth: 2-5 V van USA Dasaro: 2-5 W van AUT Ulrich: 5-4 W van URU Paladino: 5-3 kwartfinale 4: 2de W van HUN Kárpáti: 5-2 W van USA Dasaro: 5-3 W van GER Wöhler: 5-3 V van ITA Calarese: 4-5 V van FRA Lefèvre: 2-5 halve finale 1: 6de V van HUN Kárpáti: 1-5 W van FRA Arabo: 5-4 V van URS Tyshler: 2-5 V van ITA Ferrari: 4-5 V van POL Zabłocki: 3-5 |
| Dumitru Mustață Cornel Pelmuș Ion Santo Ladislau Rohony Emeric Arus Anghel Vrable        | sabel team (m)  | 5e        | 1ste ronde groep 4: 2de V van Italië: 3-9 G van Portugal: 8-8 2de ronde: W van Groot-Brittannië: 9-6 kwartfinale: V van Hongarije: 3-9 |
|                                                                                          |                 |           | |
| Ecaterina Lazăr                                                                          | floret (v)      | 30e       | 1ste ronde groep 5: 2de V van URS Rastvorova: 1-4 W van USA Terhune: 4-1 W van IRL Armstrong: 4-0 W van ESP Tosat: 4-0 V van MEX Roldán: 2-4 1ste ronde barrage: 1ste W van MEX Roldán: 4-2 W van USA Terhune: 4-1 kwartfinale 3: 3de V van FRA Delbarre: 2-4 W van GBR Sheen: 4-2 V van HUN Dömölky-Sákovics: 2-4 W van NED Kleijweg: 4-2 W van BEL Appart: 4-2 W van POL Pawlas: 4-2 halve finale 1: 6de W van URS Rastvorova: 4-3 V van HUN Nyári-Kovács: 1-4 V van POL Pawlas: 1-4 V van GER Schmid: 0-4 V van ROU Orban-Szabo: 0-4 |
| Olga Orban-Szabo                                                                         | floret (v)      | 5e        | 1ste ronde groep 7: 1ste W van POL Fukała-Kaczmarczyk: 4-0 W van NED Kleijweg: 4-0 W van ITA Ragno: 4-1 W van BEL Melchers: 4-0 kwartfinale 2: 1ste W van AUT Grötzer: 4-3 W van MEX Roldán: 4-0 W van URS Gorokhova: 4-3 W van ITA Colombetti-Peroncini: 4-3 W van FRA Le Roux: 4-2 V van URS Gorokhova: 2-4 W van GER Mees: 4-0 halve finale 1: 2de W van HUN Nyári-Kovács: 4-3 V van GER Schmid: 1-4 W van ROU Lazăr: 4-0 finale: 5de V van GER Schmid: 2-4 W van URS Rastvorova: 4-1 V van ROU Vicol: 0-4 W van URS Gorokhova: 4-3 W van ROU Ebert: 4-2 V van MEX Roldán: 2-4 W van POL Pawlas: 4-2 finale barrage: 3de V van ROU Vicol: 2-4 W van URS Gorokhova: 4-3 V van URS Gorokhova: 2-4 |
| Maria Vicol                                                                              | floret (v)      | Brons     | 1ste ronde groep 6: 1ste W van URS Gorokhova: 4-0 W van ESP Shaw: 4-0 W van GBR Glen-Haig: 4-2 W van FIN Helsingius: 4-3 V van HUN Nyári-Kovács: 1-4 kwartfinale 1: 1ste W van POL Julito: 4-0 W van URS Rastvorova: 4-1 W van ITA Ragno: 4-3 V van NED Botbijl: 3-4 halve finale 2: 4de V van MEX Roldán: 1-4 V van URS Gorokhova: 3-4 W van FRA Delbarre: 4-3 V van HUN Rejtő: 3-4 W van AUT Ebert: 4-3 finale: 3de V van GER Schmid: 1-4 V van URS Rastvorova: 3-4 W van AUT Ebert: 4-3 V van URS Gorokhova: 3-4 W van ROU Orban-Szabo: 4-0 W van MEX Roldán: 4-2 W van POL Pawlas: 4-1 finale barrage: 1ste W van ROU Orban-Szabo: 4-2                                                         |

### Schietsport
| Olympiër             | Discipline                  | Resultaat | Prestatie                                                                                                 |
| -------------------- | --------------------------- | --------- | --- |
| Nicolae Rotaru       | 50m geweer 3 houdingen (m)  | 25e       | kwalificatie groep A: 9de met 557 punten (192-189-176) finale: 25ste met 1114 punten (394-373-347)        |
| Iosif Sîrbu          | 50m geweer 3 houdingen (m)  | 12e       | kwalificatie groep A: 1ste met 569 punten (195-188-186) finale: 12de met 1131 punten (390-384-357)        |
| Nicolae Rotaru       | 50m geweer liggend (m)      | 24e       | kwalificatie groep A: 1ste met 391 punten (99-96-98-98) finale: 24ste met 579 punten (97-94-100-96-94-98) |
| Iosif Sîrbu          | 50m geweer liggend (m)      | 10e       | kwalificatie groep B: 2de met 393 punten (98-98-99-98) finale: 10de met 585 punten (97-98-97-97-98-98)    |
| Constantin Antonescu | 300m geweer 3 houdingen (m) | 20e       | kwalificatie groep A: 11de met 544 punten (187-181-176) finale: 20ste met 1092 punten (379-362-351)       |
| Marin Ferecatu       | 300m geweer 3 houdingen (m) | 30e       | kwalificatie groep B: 13de met 544 punten (194-187-163) finale: 30ste met 1050 punten (367-364-319)       |
| Gavril Maghiar       | 50m pistool (m)             | 10e       | kwalificatie groep B: 26ste met 336 punten (84-82-85-85) finale: 10de met 542 punten (92-92-93-89-89-87)  |
| Ilie Nițu            | 50m pistool (m)             | 35e       | kwalificatie groep A: 14de met 350 punten (88-86-87-89) finale: 35ste met 524 punten (92-89-84-88-86-85)  |
| Gavril Maghiar       | 25m snelvuurpistool (m)     | 6e        | 583 punten: (292-291)                                                                                     |
| Ștefan Petrescu      | 25m snelvuurpistool (m)     | 5e        | 585 punten: (291-294)                                                                                     |
| Ion Dumitrescu       | trap (m)                    | Goud      | kwalificatie: 11de met 92 punten finale: 1ste met 192 punten                                              |
| Gheorghe Enache      | trap (m)                    | DNQ       | kwalificatie: niet gekwalificeerd                                                                         |

### Turnen
| Olympiër | Discipline               | Resultaat | Prestatie |
| --- | ------------------------ | --------- | --- |
| Atanasia Ionescu | vloer (v)                | 23e       | kwalificatie: 23ste met 18,766 punten |
| Sonia Iovan | vloer (v)                | 6e        | kwalificatie: 5de met 19,199 punten finale: 6de met 19,232 punten                                                                         |
| Elena Leuştean | vloer (v)                | 9e        | kwalificatie: 9de met 19,100 punten |
| Emilia Lită | vloer (v)                | 46e       | kwalificatie: 46ste met 18,432 punten |
| Elena Niculeşcu | vloer (v)                | 15e       | kwalificatie: 15de met 18,966 punten |
| Uta Poreceanu | vloer (v)                | 44e       | kwalificatie: 44ste met 18,433 punten |
| Atanasia Ionescu | sprong (v)               | 36e       | kwalificatie: 36ste met 17,999 punten |
| Sonia Iovan | sprong (v)               | 5e        | kwalificatie: 6de met 18,732 punten finale: 5de met 18,766 punten                                                                         |
| Elena Leuştean | sprong (v)               | 15e       | kwalificatie: 15de met 18,433 punten |
| Emilia Lită | sprong (v)               | 24e       | kwalificatie: 24ste met 18,232 punten |
| Elena Niculeşcu | sprong (v)               | 20e       | kwalificatie: 20ste met 18,333 punten |
| Uta Poreceanu | sprong (v)               | 31e       | kwalificatie: 31ste met 18,066 punten |
| Atanasia Ionescu | brug (v)                 | 37e       | kwalificatie: 37ste met 18,466 punten |
| Sonia Iovan | brug (v)                 | 6e        | kwalificatie: 4de met 19,266 punten finale: 5de met 18,766 punten                                                                         |
| Elena Leuştean | brug (v)                 | 11e       | kwalificatie: 11de met 18,966 punten |
| Emilia Lită | brug (v)                 | 53e       | kwalificatie: 53ste met 18,033 punten |
| Elena Niculeşcu | brug (v)                 | 22e       | kwalificatie: 22ste met 18,732 punten |
| Uta Poreceanu | brug (v)                 | 34e       | kwalificatie: 34ste met 18,532 punten |
| Atanasia Ionescu | balk (v)                 | 21e       | kwalificatie: 21ste met 18,333 punten |
| Sonia Iovan | balk (v)                 | 11e       | kwalificatie: 11de met 18,600 punten |
| Elena Leuştean | balk (v)                 | 17e       | kwalificatie: 17de met 18,366 punten |
| Emilia Lită | balk (v)                 | 91e       | kwalificatie: 91ste met 15,866 punten |
| Elena Niculeşcu | balk (v)                 | 28e       | kwalificatie: 28ste met 18,233 punten |
| Uta Poreceanu | balk (v)                 | 35e       | kwalificatie: 35ste met 18,166 punten |
| Atanasia Ionescu | individuele meerkamp (v) | 21e       | 73,564 punten |
| Sonia Iovan | individuele meerkamp (v) | 5e        | 75,797 punten |
| Elena Leuştean | individuele meerkamp (v) | 11e       | 74,865 punten |
| Emilia Lită | individuele meerkamp (v) | 67e       | 70,563 punten |
| Elena Niculeşcu | individuele meerkamp (v) | 16e       | 74,267 punten |
| Uta Poreceanu | individuele meerkamp (v) | 27e       | 73,197 punten |
| Elena Leusteanu-Popescu-Teodorescu Sonia Iovan-Inovan Atanasia Ionescu-Albu Uta Poreceanu-Schland Emilia Vatasoiu-Lita Elena Margarit-Niculescu | meerkamp team (v)        | Brons     | vloer: 2de met 94,597 punten sprong: 3de met 91,796 punten brug: 3de met 93,962 punten balk: 4de met 91,698 punten totaal: 372,053 punten |

### Waterpolo
| Olympiër | Discipline | Resultaat | Prestatie |
| --- | ---------- | --------- | --- |
| Mircea Ștefănescu Alexandru Bădiță Aurel Zahan Gavril Blajek Alexandru Szabo Anatol Grințescu Ștefan Kroner Adalbert Balint Nicolae Firoiu Emil Mureșan Francisc Șimon | mannen     | 5e        | groep A: 2de V van Italië: 3-4 W van Verenigde Arabische Republiek: 5-0 W van Japan: 4-1 halve finale groep 1: 3de V van Sovjet-Unie: 2-3 G van Duitsland: 3-3 5-8ste plek: 1ste W van Nederland: 5-4 W van Verenigde Staten: 6-4 |

| Groep A |                               |             |             |             |             |        |        |        |        |
| #       | Land                          | Wedstrijden | Wedstrijden | Wedstrijden | Wedstrijden | Punten | Punten | Punten | Punten |
| #       | Land                          | G           | W           | G           | V           | V      | T      | Saldo  | Punten |
| 1       | Italië                        | 3           | 3           | 0           | 0           | 21     | 8      | +13    | 6      |
| 2       | Roemenië                      | 3           | 2           | 0           | 1           | 12     | 5      | +7     | 4      |
| 3       | Verenigde Arabische Republiek | 3           | 0           | 1           | 2           | 7      | 17     | −10    | 1      |
| 4       | Japan                         | 3           | 0           | 1           | 2           | 5      | 15     | −10    | 1      |

| Ronde       | Datum | Plaats   | Land | Score                         | Land |
| ----------- | ----- | -------- | ---- | ----------------------------- | ---- |
| Groepsfase  |       |          |      |                               |      |
| 25 augustus | Rome  | Italië   | 4-3  | Roemenië                      |      |
| 26 augustus | Rome  | Roemenië | 5-0  | Verenigde Arabische Republiek |      |
| 27 augustus | Rome  | Roemenië | 4-1  | Japan                         |      |

| Halve finale groep 1 |             |             |             |             |             |        |        |        |        |
| #                    | Land        | Wedstrijden | Wedstrijden | Wedstrijden | Wedstrijden | Punten | Punten | Punten | Punten |
| #                    | Land        | G           | W           | G           | V           | V      | T      | Saldo  | Punten |
| 1                    | Italië      | 3           | 3           | 0           | 0           | 9      | 3      | +6     | 6      |
| 2                    | Sovjet-Unie | 3           | 2           | 0           | 1           | 8      | 8      | 0      | 4      |
| 3                    | Roemenië    | 3           | 0           | 1           | 2           | 8      | 10     | −2     | 1      |
| 4                    | Duitsland   | 3           | 0           | 1           | 2           | 7      | 11     | −4     | 1      |

| Ronde       | Datum | Plaats      | Land | Score    | Land |
| ----------- | ----- | ----------- | ---- | -------- | ---- |
| Groepsfase  |       |             |      |          |      |
| 30 augustus | Rome  | Sovjet-Unie | 3-2  | Roemenië |      |
| 31 augustus | Rome  | Duitsland   | 3-3  | Roemenië |      |

| 5-8ste plek |                  |             |             |             |             |        |        |        |        |
| #           | Land             | Wedstrijden | Wedstrijden | Wedstrijden | Wedstrijden | Punten | Punten | Punten | Punten |
| #           | Land             | G           | W           | G           | V           | V      | T      | Saldo  | Punten |
| 1           | Roemenië         | 3           | 2           | 1           | 0           | 14     | 11     | +3     | 5      |
| 2           | Duitsland        | 3           | 2           | 1           | 0           | 13     | 11     | +2     | 5      |
| 3           | Verenigde Staten | 3           | 1           | 0           | 2           | 14     | 16     | −2     | 2      |
| 4           | Nederland        | 3           | 0           | 0           | 3           | 15     | 18     | −3     | 0      |

| Ronde       | Datum | Plaats   | Land | Score            | Land |
| ----------- | ----- | -------- | ---- | ---------------- | ---- |
| Groepsfase  |       |          |      |                  |      |
| 2 september | Rome  | Roemenië | 5-4  | Nederland        |      |
| 3 september | Rome  | Roemenië | 6-4  | Verenigde Staten |      |

### Wielersport
| Olympiër                                               | Discipline         | Resultaat | Prestatie      |
| Baan                                                   | Baan               | Baan      | Baan           |
| ------------------------------------------------------ | ------------------ | --------- | -------------- |
| Ion Ioniță                                             | tijdrit (v)        | 12e       | 1.10,91        |
| Weg                                                    |                    |           |                |
| Gheorghe Calcișcă                                      | wegwedstrijd (v)   | 76e       | 4:20.57        |
| Ion Cosma                                              | wegwedstrijd (v)   | 76e       | 4:40.29        |
| Gabriel Moiceanu                                       | wegwedstrijd (v)   | DNF       | niet gefinisht |
| Aurel Șelaru                                           | wegwedstrijd (v)   | DNF       | niet gefinisht |
| Ion Cosma Gabriel Moiceanu Aurel Șelaru Ludovic Zanoni | ploegentijdrit (v) | 6e        | 2:20.18,91     |

### Worstelen
| Olympiër           | Discipline     | Resultaat      | Prestatie |
| Grieks-Romeins     | Grieks-Romeins | Grieks-Romeins | Grieks-Romeins |
| ------------------ | -------------- | -------------- | --- |
| Dumitru Pîrvulescu | -52kg (m)      | Goud           | 1ste ronde: W van USA Wilson: beslissing 2de ronde: W van TUR Gedik: val 3de ronde: G van URS Kochergin 4de ronde: W van YUG Vukov: beslissing 5de ronde: W van ITA Fabra: beslissing                                                     |
| Ion Cernea         | -57kg (m)      | Zilver         | 1ste ronde: W van MAR Ben Akoun: val 2de ronde: G van HUN Hódos 3de ronde: W van NED Alflen: beslissing 4de ronde: W van ITA Gramellini: beslissing 5de ronde: W van POL Knitter: beslissing 6de ronde: V van URS Karavayev: beslissing   |
| Mihai Șulț         | -62kg (m)      | 5e             | 1ste ronde: W van AUS Cacas: val 2de ronde: W van LUX Schintgen: val 3de ronde: W van LIB Naasan: beslissing 4de ronde: V van IRI Mollaghasemi: beslissing 5de ronde: W van TUR Sille: beslissing 6de ronde: V van HUN Polyák: beslissing |
| Dumitru Gheorghe   | -67kg (m)      | 5e             | 1ste ronde: V van YUG Martinović: beslissing 2de ronde: W van NOR Skauen: val 3de ronde: G van SWE Freij 4de ronde: G van TUR Güngör |
| Valeriu Bularcă    | -73kg (m)      | 15e            | 1ste ronde: G van BUL Petkov 2de ronde: W van BEL Oomen: beslissing 3de ronde: V van DEN Ansbøl: val |
| Ion Țăranu         | -79kg (m)      | Brons          | 1ste ronde: W van JPN Aomi: val 2de ronde: vrij 3de ronde: W van NOR Barlie: val 4de ronde: G van POL Dubicki 5de ronde: V van BUL Dobrev: beslissing 6de ronde: G van GER Metz 7de ronde: W van TUR Ayvaz: beslissing                    |
| Gheorghe Popovici  | -87kg (m)      | 7e             | 1ste ronde: W van JPN Ishijura: val 2de ronde: V van FRA Jacquel: val 3de ronde: W van AUT Wiesberger Jr.: beslissing 4de ronde: V van URS K'art'ozia: beslissing                                                                         |

### Zwemmen
| Olympiër          | Discipline           | Resultaat | Prestatie                                            |
| ----------------- | -------------------- | --------- | ---------------------------------------------------- |
| Mihai Mitrofan    | 200m schoolslag (m)  | 11e       | serie 2: 4de in 2.41,8                               |
| Adrian Oanţă      | 200m schoolslag (m)  | DNS       | serie 1: niet gestart                                |
| Alexandru Popescu | 200m vlinderslag (m) | 15e       | serie 1: 4de in 2.26,8 halve finale 2: 7de in 2.28,5 |

Afghanistan · Argentinië · Australië · Bahama's · België · Bermuda · Birma · Brazilië · Brits-Guiana · Bulgarije · Canada · Ceylon · Chili · Colombia · Cuba · Denemarken · Duits eenheidsteam · Ethiopië · Fiji · Filipijnen · Finland · Frankrijk · Ghana · Griekenland · Groot-Brittannië · Haïti · Hongarije · Hongkong · Ierland · IJsland · India · Indonesië · Irak · Iran · Israël · Italië · Japan · Joegoslavië · Kenia · Libanon · Liberia · Liechtenstein · Luxemburg · Malakka · Malta · Marokko · Mexico · Monaco · Nederland · Nederlandse Antillen · Nieuw-Zeeland · Nigeria · Noorwegen · Oeganda · Oostenrijk · Pakistan · Panama · Peru · Polen · Portugal · Puerto Rico · Roemenië · San Marino · Singapore · Soedan · Sovjet-Unie · Spanje · Suriname · Taiwan · Thailand · Tsjecho-Slowakije · Tunesië · Turkije · Uruguay · Venezuela · Verenigde Arabische Republiek · Verenigde Staten · Vietnam · West-Indische Federatie · Zuid-Afrika · Zuid-Korea · Zuid-Rhodesië · Zweden · Zwitserland